# خالد أوتشو
خالد أوتشو 8 أغسطس 1993 جينجا أوغندا - ) هو لاعب كرة قدم أوغندي، شارك في كأس الأمم الأفريقية 2017.

## روابط خارجية
- خالد أوتشو على موقع قاعدة بيانات كرة القدم.إي يو (الإنجليزية)
- خالد أوتشو على موقع ناشيونال فوتبول تيمز (الإنجليزية)
- خالد أوتشو على موقع Soccerway.com (الإنجليزية)
- خالد أوتشو على موقع عالم كرة القدم.نت (الإنجليزية)